# Firsby
Firsby is een civil parish in het bestuurlijke gebied East Lindsey, in het Engelse graafschap Lincolnshire met 278 inwoners.